# Badar Juma
Badar Juma Al-Alawi (in arabo بدر جمعة سبيت العلوي‎?; 6 dicembre 1981) è un ex calciatore omanita, di ruolo portiere.

## Carriera

### Club
Ha giocato per tutta la carriera nel campionato omanita.

### Nazionale
È stato convocato per la Coppa d'Asia nel 2004.